# Balante
Cet article concerne la langue balante. Pour le peuple balante, voir Balantes.
Le balante est une langue atlantique d'Afrique de l'Ouest parlée par le peuple des Balantes (ou Balantés).
On distingue le balante-ganja parlé dans le sud-ouest du Sénégal et le balante-kentohe parlé en Guinée-Bissau et en Gambie. Ce sont des langues bak, rattachées à la branche nord des langues atlantiques, elles-mêmes sous-catégorie des langues nigéro-congolaises.

## Noms
Le balante-ganja est également appelé alante, balanda, balant, balante, balanté, balanté-ganja, ballante, belante, brassa, bulanda, fjaa, fraase.
Le balante-kentohe est également appelé alante, balanda, balant, balanta, balante, balanté-kentohé, ballante, belante, brassa, bulanda, frase.

## Utilisation

### Balante-ganja
En 2015, le balante-ganja est parlé par 96 000 personnes de tous âges, principalement au Sénégal dans la région de Sédhiou, au sud du fleuve  Casamance, entre Goudomp et Tanaff, et dans le sud. Une partie de ses locuteurs parlent aussi le mandinka.
Au Sénégal, il est reconnu par le décret no 979 du 21 octobre 2005,.

### Balante-kentohe
Le balante-kentohe est parlé par 354 000 personnes en Guinée-Bissau en 2016, pour un total de 380 000 dans le monde. Une partie de ses locuteurs parlent aussi le créole de Guinée-Bissau.

## Dialectes
Le balante-ganja comprend les dialectes du fganja (ou ganja), fjaalib (ou blip),.
Le balante-kentohe comprond les dialectes du nhacra (ou fora), kantohe (ou kentohe, queuthoe), naga, mane,. Les dialectes du naga, mane et kantohe pourraient être considérés comme des langues distinctes. Le nage et le mane sont proches l'un de l'autre, et se trouvent à l'opposé de la gamme dialectale par rapport au kentohe et au mane.

## Écriture
Les deux variétés de balante s'écrivent avec l'alphabet latin et le balante-ganja peut également s'écrire avec l'alphabet arabe,.

### Au Sénégal
| A | B | Ɓ | D | E | F | G | H | I | J | L | M | N | Ñ | Ŋ | O | R | S | T | Ŧ | U | W | Y |
| a | b | ɓ | d | e | f | g | h | i | j | l | m | n | ñ | ŋ | o | r | s | t | ŧ | u | w | y |